# Projekt Stormfury

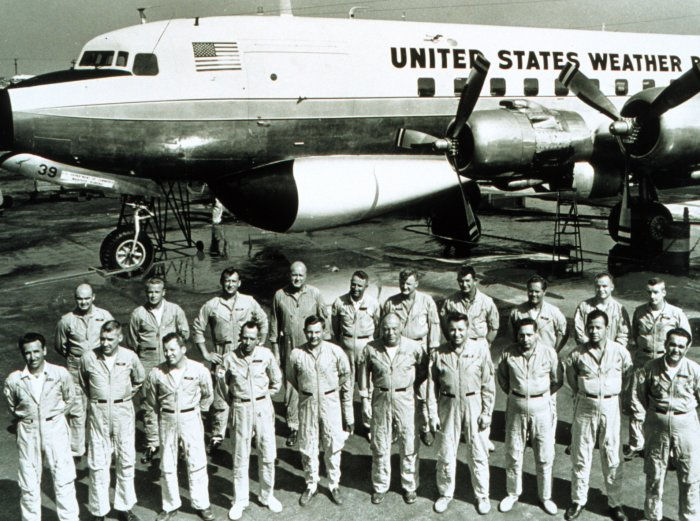
Foto der Besatzung und des Personals des Projekts Stormfury aus dem Jahr 1966

Das Projekt Stormfury war ein Versuch, tropische Wirbelstürme mit Silberjodid zu impfen und damit abzuschwächen. Dieses wurde mit Flugzeugen ausgebracht. 

## Geschichte
Das Projekt wurde von der Regierung der USA von 1962 bis 1983 durchgeführt. Die Hypothese war, dass das Silberjodid das unterkühlte Wasser (Phänomen des Gefrierverzuges) im Sturm zum Gefrieren bringen würde, wodurch die innere Struktur des Hurrikans gestört würde. Dies führe zum Sähen mehrerer atlantischer Hurrikane. Später hat sich diese Hypothese jedoch als falsch herausgestellt. Es wurde festgestellt, dass die meisten Hurrikane nicht genügend unterkühltes Wasser enthalten, um eine wirksame Wolkenimpfung zu ermöglichen. Darüber hinaus stellten die Forscher fest, dass Hurrikane ohne Modifikation oft die gleichen strukturellen Veränderungen durchlaufen, die man bei Hurrikanen mit Modifikation erwartete. Dieser Befund stellte die Erfolge von Stormfury in Frage, da es für die gemeldeten Änderungen nun eine natürliche Erklärung gab.
Der letzte Versuchsflug fand 1971 statt, da es an geeigneten Stürmen mangelte und die NOAA-Flotte umgestellt wurde. Mehr als ein Jahrzehnt nach dem letzten Modifikationsexperiment wurde das Projekt Stormfury offiziell eingestellt. Auch wenn das Projekt sein Ziel, die Zerstörungskraft von Hurrikanen zu reduzieren, nicht erreichte, trugen die Beobachtungsdaten und die Forschung zum Lebenszyklus von Stürmen dazu bei, die Fähigkeit der Meteorologen zu verbessern, die Bewegung und Intensität von Hurrikanen vorherzusagen.

## Hypothese

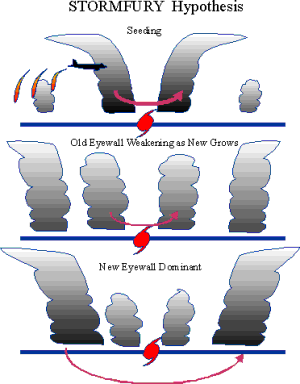
Die Arbeitshypothese des Projekts Stormfury

Die Wolkenimpfung wurde erstmals von Vincent Schaefer und Irving Langmuir erprobt. Nachdem Langmuir Zeuge der künstlichen Entstehung von Eiskristallen geworden war, wurde er ein begeisterter Befürworter der Wettermodifikation.  Schaefer stellte fest, dass, wenn er zerstoßenes Trockeneis in eine Wolke einbrachte, Niederschlag in Form von Schnee entstand. 
Im Hinblick auf Hurrikane wurde die Hypothese aufgestellt, dass durch die Impfung des Bereichs um den Augenwall mit Silberiod latente Wärme freigesetzt würde. Dies würde die Bildung eines neuen Augenwalls fördern. Da dieser neue Augenwall größer als der ursprüngliche war, würden die Winde des tropischen Wirbelsturms aufgrund eines verringerten Druckgradienten schwächer sein.  Bereits eine kleine Reduzierung der Geschwindigkeit der Winde eines Hurrikans wäre von Vorteil: Da das Schadenspotenzial eines Hurrikans mit dem Quadrat der Windgeschwindigkeit zunimmt,  würde eine leichte Reduzierung der Windgeschwindigkeit eine große Verringerung der Zerstörungskraft zur Folge haben.
Dank der Bemühungen von Langmuir und der Forschungen von Schaefer bei General Electric gewann das Konzept der Wolkenmanipulation zur Abschwächung von Hurrikanen an Dynamik. Tatsächlich hatte Schaefer am 20. Dezember 1946 durch eine gesähte Wolke einen schweren Schneesturm verursacht.  Dies führte dazu, dass General Electric aus rechtlichen Gründen ausstieg. Schaefer und Langmuir unterstützten das US-Militär als Berater beim Projekt Cirrus, der ersten großen Studie zur Wolkenphysik und Wettermodifikation. Sein wichtigstes Ziel war die Abschwächung von Hurrikanen.